# Nick Popplewell
Pas d'image ? Cliquez ici

a Compétitions nationales et continentales officielles uniquement.

b Matchs officiels uniquement.
Dernière mise à jour le 7 août 2025.
Nicholas James Popplewell, plus connu comme Nick Popplewell, est né le 6 avril 1964 à Dublin (Irlande). C’est un joueur de rugby à XV, qui joue avec l'équipe d'Irlande de 1989 à 1998 évoluant au poste de pilier.

## En équipe nationale
Nick Popplewell obtient sa première cape internationale le 18 novembre 1989, à l'occasion d'un match contre la Nouvelle-Zélande. 
Il obtint un total de 48 capes internationales sous le maillot vert, jouant deux Coupes du Monde.

## Palmarès
- 48 sélections avec l'équipe d'Irlande
- 3 essais, 13 points
- Sélections par année : 1 en 1989, 1 en 1990, 5 en 1991, 7 en 1992, 5 en 1993, 5 en 1994, 10 en 1995, 6 en 1996, 6 en 1997, 2 en 1998.
- Tournois des Cinq Nations disputés : 1992, 1993, 1994, 1995, 1996, 1997, 1998.
- Coupes du monde de rugby disputées : 1991, 1995.

- 3 sélections avec les Lions britanniques en 1993 en Nouvelle-Zélande[2].
- Champion d'Angleterre en 1998 avec les Newcastle Falcons